# الشجاعة (فلم)
الشجاعة (بالإنجليزية: Sisu) هو فيلم حركة تاريخي لعام 2022، من تأليف وإخراج جالماري هيلاندر، تدور أحداثه في إقليم لابي الفنلندي خلال الحرب العالمية الثانية. الفيلم من بطولة جورما توميلا وأكسل هني وجاك دولان وميموزا ويلامو.

## طاقم التمثيل
- جورما توميلا بدور أتامي كوربي
- أكسل هيني في دور برونو هيلدورف
- جاك دولان
- ميموزا ويلامو في دور أينو
- أوني توميلا بدور شوتسه

## روابط خارجية
- مقالات تستعمل روابط فنية بلا صلة مع ويكي بيانات